# Георгиевский собор Юрьева монастыря
Георгиевский собор Юрьева монастыря — православный храм в Великом Новгороде, собор Юрьева монастыря, построенный в 1119—1130 годах. Один из старейших сохранившихся памятников русской архитектуры. В летний период в храме проходят богослужения.

## История
Строительство собора, ставшего главным храмом Юрьева монастыря, было начато в 1119 году. Инициатором строительства был великий князь Мстислав I Владимирович. Поскольку в это время он находился в Киеве, то строительство собора было поручено игумену Юрьева монастыря Кириаку и сыну Мстислава новгородскому князю Всеволоду. Из Новгородской летописи[уточнить] известно имя строителя собора — мастер Пётр, предположительно построивший также Николо-Дворищенский собор и церковь Благовещения на Городище. Это первое из известных имён древнерусских мастеров-строителей.
Строительство собора продолжалось 11 лет, перед окончанием его стены были покрыты фресками (уничтожены в XIX веке). 12 июля 1130 года он был освящён во имя Георгия Победоносца епископом Новгородским Иоанном при юрьевском игумене Исайе (Кириак, начавший строительство, умер за два года до освящения храма).
В середине XVI века из собора в Москву по указанию Ивана Грозного была перенесена икона Устюжского Благовещения.
В 1807 году при ремонте Георгиевского собора по указанию епископа Старорусского и викария Новгородского Евгения были проведены раскопки, позволившие обнаружить там ряд каменных саркофагов. В 1830-х годах при архимандрите Фотии (Спасском) была проведена реставрация собора, в ходе которой практически полностью были уничтожены фрески XII века: их сбили со стен, использовали для подсыпки при планировке территории монастыря, частично выбросили. Собор же был полностью расписан заново. В это же время в нём был установлен новый семиярусный иконостас, в котором среди прочих установили древнейшие иконы собора, на которые надели богато украшенные драгоценные ризы.
В 1898 году классицистические фрески были сбиты в ходе очередных ремонтных работ. Для создания нового фрескового цикла пригласили иконописца М. Н. Сафонова. Эта роспись и дошла до наших дней. В 1902 году отреставрированный собор был освящён архиепископом Гурием (Охотиным).
В 1920 году Юрьев монастырь был закрыт, богослужения в Георгиевском соборе были прекращены (возобновились лишь в 1991 году). Здание значительно пострадало в годы Великой Отечественной войны. С глав собора, как и с центральной главы Софийского собора, была содрана позолота, использованная на изготовление сувениров. Была повреждена кровля основного объёма храма, и памятник лишился защиты от осадков. Повреждены каркасы глав, кресты, во многих местах обрушилась штукатурка, стены были повреждены боеприпасами. В лестничной башне захватчики устроили наблюдательный пункт, в результате чего были закопчены фрески XII века.
В 1998 году в соборе была смонтирована система отопления состоящая из цепи напольных электрических радиаторов . Во время эксплуатации системы, в зимние месяцы температура в соборе держалась не ниже 4-7°С. К 2003 году система пришла в негодность и была выведена из эксплуатации. Спустя десять лет была окончательно демонтирована.
В апреле 2008 года  при установке нового сувенирного ларька в соборе произошёл пожар. Загорелся провод электроинструмента. Возгорание произошло  вечером в отсутствии смотрителя и было обнаружено  поздно,  когда огонь и дым уже вырывались из окна . Уничтоженные огнём росписи юго-западного нефа остаются не восстановленными 2018 . Эта часть храма закрытой ширмой из полиэтилена.

### Научное исследование и реставрация
В 1933—1936 годах под руководством Михаила Каргера был осуществлён комплекс исследовательских и реставрационных работ. Были разобраны пристройки XIX века, заделаны поздние окна, раскрыты древние оконные проёмы, а также пояса двухступенчатых ниш на фасадах, реставрированы порталы, переделанные в XIX веке, сбита поздняя штукатурка и выполнена тонкая известковая обмазка. В интерьере был разобран чугунный пол и проведены археологические раскопки в южной и западной частях храма, в результате которых были вскрыты несколько древних погребений. Целью реставрационных работ тех лет было максимально полное возвращение памятнику первоначальных архитектурных форм, но до конца эта цель не была достигнута: была сохранена поздняя четырёхскатная кровля, главы XIX века, а в интерьере — кирпичные прикладки столбов.
При выполнении работ уничтожены: ризничная, паперть (1706 года), придел и рака святителя Феоктиста, архиепископа Новгородского, галерея, семиярусный иконостас XVIII века с более древними иконами (их современное местонахождение не установлено), вскрыты и уничтожены полы, крытые чугунной плиткой, и древние захоронения под ними.
В 1950-х годах под руководством архитектора-реставратора Любови Шуляк были проведены ремонтно-реставрационные работы. В результате Георгиевский собор был выведен из аварийного состояния, была вычинена кладка стен, реставрированы разрушенные карнизы, выложен вновь свод центральной апсиды, выстлан из кирпича пол в алтаре, восстановлены срубленные декоративные бровки на барабанах, оштукатурены стены, установлены новые дверные и оконные заполнения. Была устроена кровля из чёрной стали, главы покрыты оцинкованным железом. В процессе реставрационных работ были выполнены архитектурные обмеры собора.
В 2013—2014 годах археологическими раскопками под руководством Владимира Седова внутри большей части собора (кроме северного придела) восстановлен уровень пола на XII век, а также обнаружены остатки сбитых Фотием первоначальных фресок, использовавшихся для поднятия пола. Помимо остатков фресковой живописи, на фрагментах штукатурки найдены фрагменты древнерусских надписей-граффити летописного типа, сообщающих о событиях XII века (о смерти детей Ярослава Новгородского, о пожаре в церкви Троицы и др.). В июле 2014 года внутри Георгиевского собора среди десятков кириллических надписей были обнаружены два кратких глаголических граффити (№ 26-27).

## Архитектурные особенности
Георгиевский собор имеет размеры: длина 26,8 метров, ширина 18,3 метра, высота 32 метра и является самым большим из храмов Юрьева монастыря (в Новгороде собор по своим размерам уступает только Новгородской Софии). В отличие от внутреннего убранства изначальный внешний облик собора практически полностью сохранился (в ходе реставраций 1931—1935 годы были убраны все его многочисленные пристройки, построенные в различное время).
Георгиевский собор имеет смешанную кладку стен (сочетает каменные блоки и кирпич). Оригинальная кровля была позакомарной и покрыта свинцовыми листами, позднее её заменили четырёхскатной, сохранившейся до настоящего времени. Собор увенчан тремя асимметрично расположенными главами: главный купол венчает средокрестие, второй купол (внутри него располагался особый придел для уединённой монашеской службы) поставлен над квадратной лестничной башней, пристроенной к северо-западному углу собора сбоку от нартекса, а третья малая глава уравновешивает вторую.
Собор крестово-купольный, шестистолпный, трёхнефный, имеет три алтарных апсиды. В соборе устроены хоры для присутствия на богослужении князя и его семьи. На хорах располагались два придела: Благовещения и святых Бориса и Глеба.

## Древнерусская живопись
Фресковая живопись домонгольского времени сохранилась только в верхней части лестничной башни (в северо-западном куполе собора), где располагалась небольшая церковь, предназначенная для закрытых монашеских богослужений. Здесь в нижнем регистре фресок между окнами расположены образы Спасителя и Богоматери Одигитрии, святого Георгия, преподобного Саввы Освященного (?) и святителей. Выше, тоже по кругу, изображены преподобные отцы. С восточной стороны между ними стоит Богоматерь Оранта. На самом верху сохранились медальоны с четырьмя евангелистами, однако образ Христа Вседержителя стёрся от времени.
- Святительский чин (фреска XII века)
- Настенная живопись собора с фрагментом древней фрески (посередине внизу)
- Вид с хоров. Белый участок в прошлом закрывался иконостасом
- Роспись на стенах и куполе (2018)

## Усыпальница
В домонгольское время храм стал усыпальницей настоятелей монастыря, ряда русских князей и новгородских посадников. В 1198 году в нём погребли Изяслава и Ростислава, сыновей новгородского князя Ярослава Владимировича; в 1203 году были погребены принявший в монастыре постриг новгородский посадник Мирошка Несдинич; в 1233 году — князь Фёдор Ярославич, старший брат Александра Невского, а в 1224 году и его мать Феодосия Мстиславна (в монашестве Ефросиния); в 1453 году — Дмитрий Шемяка.
В 2015 году в храме археологи раскрыли гробницу с мощами святого архиепископа Феоктиста (XIV век). В 2016 году московскими археологами обнаружены каменные саркофаги XII века у наружных стен Георгиевского собора. При вскрытии один саркофаг оказался совершенно пуст, другой был заполнен останками сразу шести рослых и нестарых мужчин. В 2019 году при исследовании пространства возле южного фасада собора археологи обнаружили серию сборных каменных саркофагов, каждый из который был собран из шести плит. Всего было найдено шесть саркофагов. Почти в каждом саркофаге было обнаружено несколько погребённых, среди которых были мужчины, женщины и дети.«Мы можем осторожно рассуждать, что здесь могут быть похоронены представители боярской семьи Мирошкиничей. В летописях упоминается, что .. когда тело убитого Дмитрия Мирошкинича привозят в Новгород, его хоронят возле отца. Но это лишь предположение, которое будет очень сложно доказать», – сказал  Владимир Седов .
В каменном саркофаге № 11 за церковной оградой в 2019 году нашли останки трёх индивидов, живших в XII веке, — взрослой женщины, прожившей более 50 лет, ребёнка четырёх—пяти лет, мужчины старше 50 лет, кости которого переместили, чтобы похоронить женщину и ребёнка. У девочки определили митохондриальную гаплогруппу H7b4, у мужчины — митохондриальную гаплогруппу W5a, у женщины — митохондриальную гаплогруппу I1a1a1 . Исследованиями впервые определены митохондриальные гаплогруппы у знати домонгольского Новгорода. Митохондриальный геном взрослой женщины относится к гаплогруппе, присутствующей в древнерусском «курганном» населении Русского Севера и средневекового Ярославля. Два другие индивида представлены редкими митохондриальными гаплогруппами, не выявленными ранее у средневекового населения Древней Руси.